# 鄭海樹
鄭海樹（1922年1月13日—1951年6月17日），日治台南州台南市人，中國共產黨員，戰後擔任台南工業職業學校教師，1947年5月由何川吸收加入共產黨，成立中國共產黨台灣省工作委員會台南市工委會擔任書記，並拓展組織，光明報事件後全省大搜捕，台南市工委會遭破獲，於1951年6月17日槍決於台北水源地刑場。

## 生平
鄭海樹，台南人，台南二中 （今台南一中）畢，畢業後曾赴日留學，結識了妻子郭招治。1945年日本戰敗後返回台灣，在省教育會研習時結識何川與蔡瑞欽，何川在1945年時即由郭琇琮介紹加入省工委台北市工作委員會，1947年鄭海樹與何川擔任台南工業職業學校教師，1947年二二八事件爆發，對國民政府失望思想左傾，並於1947年5月經由何川介紹加入中國共產黨，由於郭琇琮、李媽兜都是省工委早期成員，1946年底，李媽兜就與陳文山、陳福星籌組台南市工委會，二二八事件爆發後，許多知識份子有志之士對國民政府感到失望及反感，紛紛轉而投入紅色祖國懷抱，省工委成員擴張快速，而在陳福星、陳文山退出組織活動後，何川與弟弟何阿水及堂哥何秀吉與鄭海樹成立了台南市工委會。
鄭海樹與何川在台南工學院附屬工業學校及教育圈持續擴大組織，1948年蔡瑞欽奉調到台南市工作，成立朴子支部，並領導鄭海樹吸收之栗子崙國校教員楊舞井及林榮村與台南縣政府地政事務員王柏棟等。1948年至1949年省工委快速膨脹，台南市工委會從台南工業職業學校透過成員唐朝雲、羅明懋等發展到台南工學院內部，而李媽兜也在故鄉大內周圍的村鎮拓展組織，成員快速增加，然而，1949年8月光明報事件爆發後，省工委最高領導人蔡孝乾變節，全省大搜捕。
1950年3月鄭海樹與郭招治結婚，1950年8月依省工委南部負責人陳澤民的供詞與「系統圖」進行搜捕，1950年11月何川、何秀吉、鄭海樹等人皆遭到逮捕，許多學生及無辜民眾、農民都受到牽累。
陳英泰回憶表示鄭海樹與李水井傾向和盤托出，與張志忠的堅不吐實發生意見之爭，韓戰爆發之後，情勢急轉直下，在軍法處的省工委要角自知由於案情嚴重可能遭重判，以"吃麵包"為暗號，蘊釀越獄，1951年2月6日，由何川弟弟何秀吉、鄭海樹、邱焜棋、梅衡山、施教爐等人在軍法處趁機打開牢門持酒瓶攻擊獄警，參與的成員包含台南案、桃園案、凱、李凱南等人，陳英泰稱其為軍法處「吃麵包計畫」，越獄失敗後所有參與成員除施志聰、陳溪加重徒刑外其餘都遭判處死刑，連帶加速台南案的判決，1951年6月6日何川遭判處死刑，同年6月17日鄭海樹與同案何川、何阿水、何秀吉、黃武宗與台南工學院案唐朝雲、軒轅國權、曾錦堂、邱焜棋、梅衡山共十人槍決於水源地刑場。

## 遺言
1952年郭招治赴日探望弟弟郭平坦時告訴他鄭海樹已經殉難，並在獄中留下絕命書：「相信會有後來人」。

## 紀念
2013年北京西山無名英雄廣場，紀念在台灣被處決的「隱避戰線烈士」，鄭海樹列名其中。

## 平反
2018年10月5日，促進轉型正義委員會促轉三字第1075300110B號函文，正式撤銷受難者林慶雲君等1270人之刑事有罪判決暨其刑，其中(40)安潔字第 1187 號，有關鄭海樹共同意圖以非法之方法顛覆政府而著手實行之有罪判決暨其刑及沒收之宣告正式撤銷。